# The Shuffles

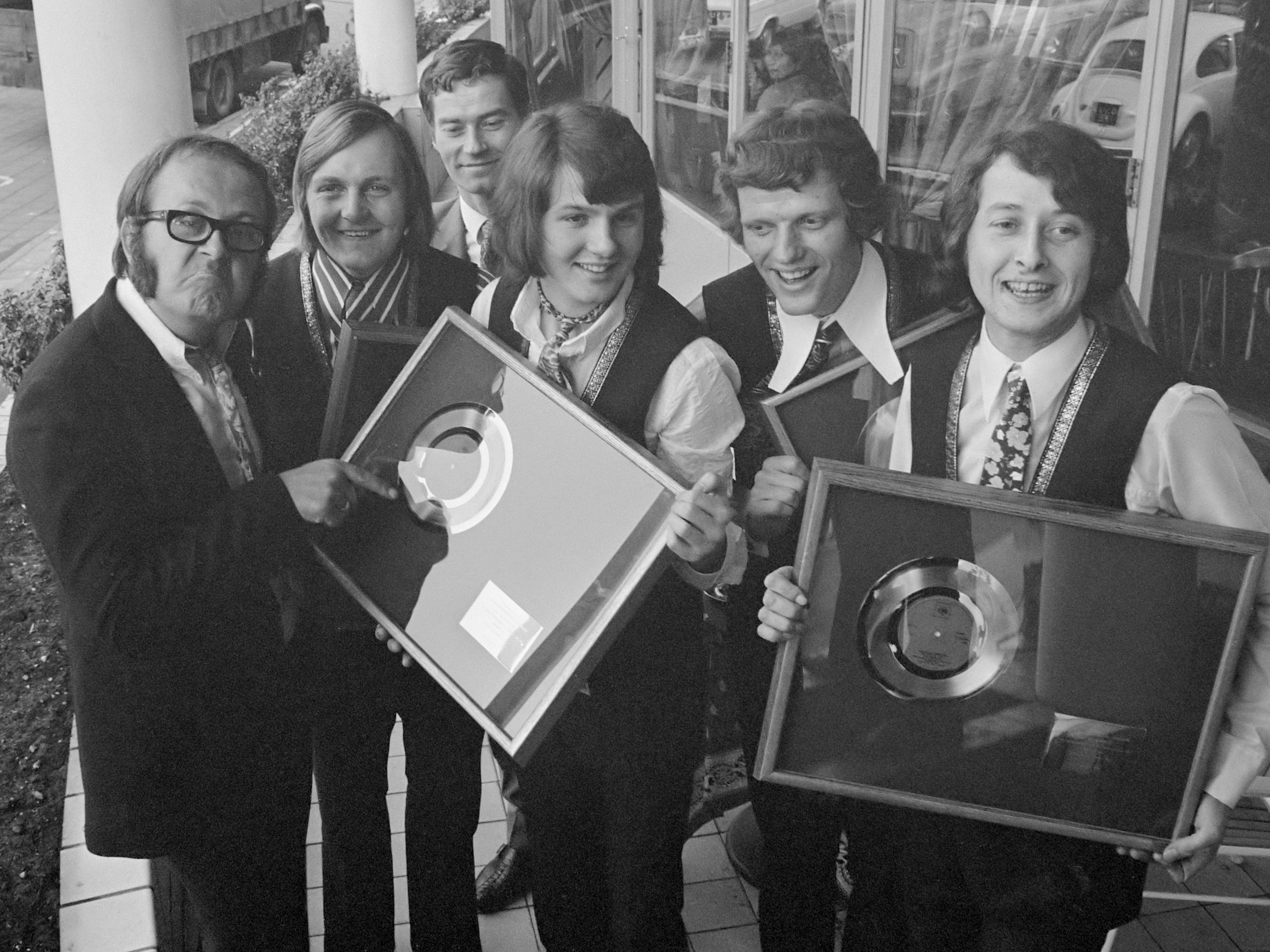
The Shuffles (1970)

The Shuffles war eine niederländische Popgruppe, die von 1963 bis 1973 aktiv war. Sie entstand aus einer Schulband. Leadsänger war Albert West, Bassist Hans van Liempt, Gitarristen waren Jos Jansen (bis 1969) und Henk van den Heuvel (ab 1969), Keyboarder war Hans Sleutjes und Schlagzeuger Jan van Crey. Die Single Cha-La-La, I Need You (1969) lief 19 Wochen in den niederländischen Top 40 und wurde von anderen Interpreten gecovert, u. a. von den Flippers, den Thorleifs und – als Reggae-Version – von den Maytones. Am 22. August 1999 gaben die Shuffles in Rosmalen ein Reunion-Konzert.

## Diskografie
Singles

| Jahr | Titel Album            | Höchstplatzierung, Gesamtwochen, AuszeichnungChartsChartplatzierungen (Jahr, Titel, Album, Platzierungen, Wochen, Auszeichnungen, Anmerkungen) | Anmerkungen |
| Jahr | Titel Album            | NL | Anmerkungen |
| ---- | ---------------------- | --- | ----------- |
| 1969 | Cha-La-La, I Need You  | NL2 (19 Wo.)NL |             |
| 1970 | Bitter Tears           | NL8 (9 Wo.)NL |             |
| 1970 | Without You            | NL16 (5 Wo.)NL |             |
| 1970 | The Way The Music Goes | NL12 (6 Wo.)NL |             |
| 1970 | Teardrop On Teardrop   | NL25 (4 Wo.)NL |             |

Weitere Singles
- 1970: Believe Now in Tomorrow
- 1971: Glory, Glory
- 1971: I Give You My Love